# Deporte en Italia

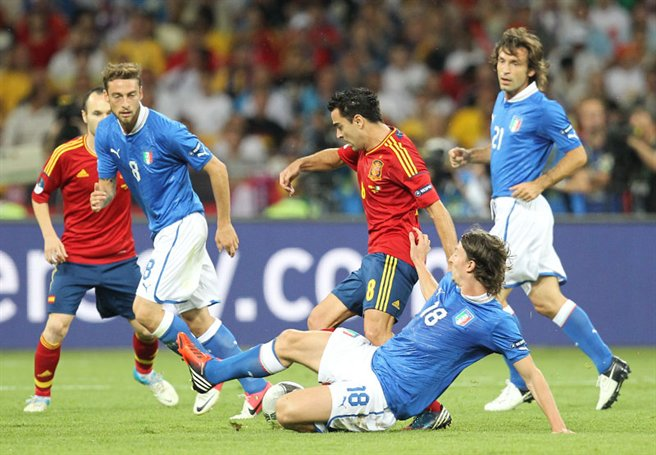
Final de la Eurocopa de fútbol 2012 entre Italia y España

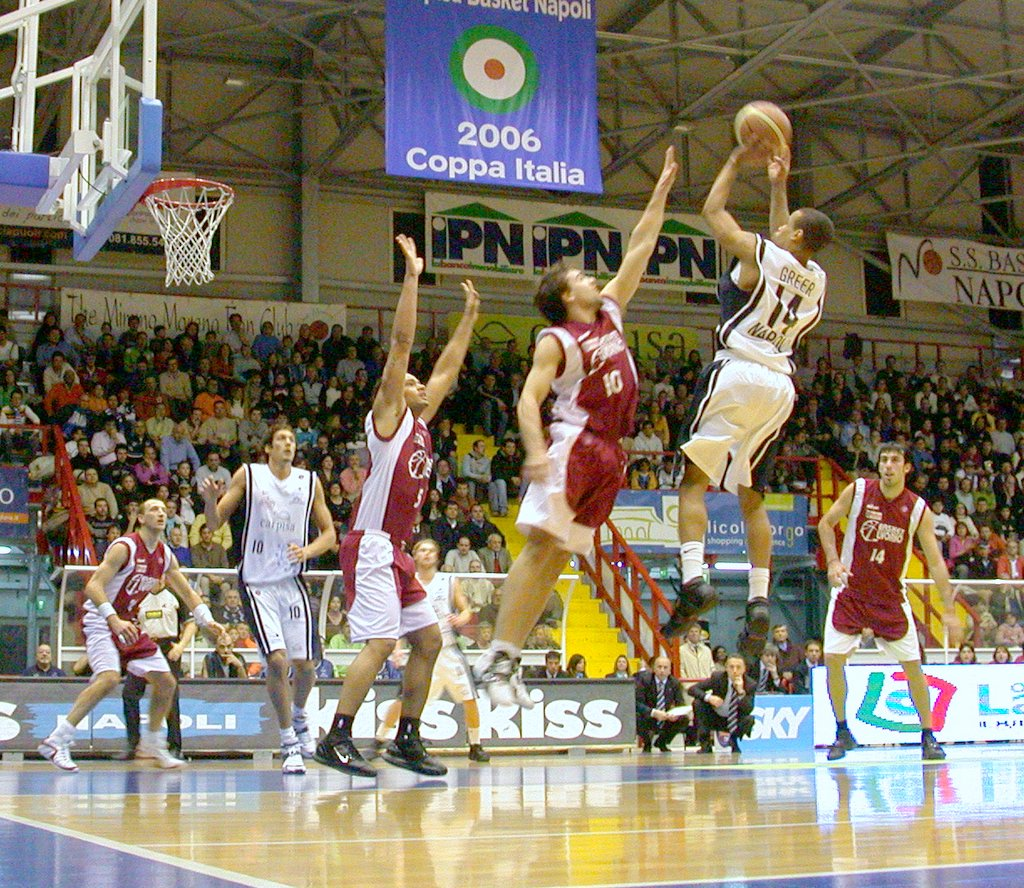
Copa Italia de baloncesto 2006

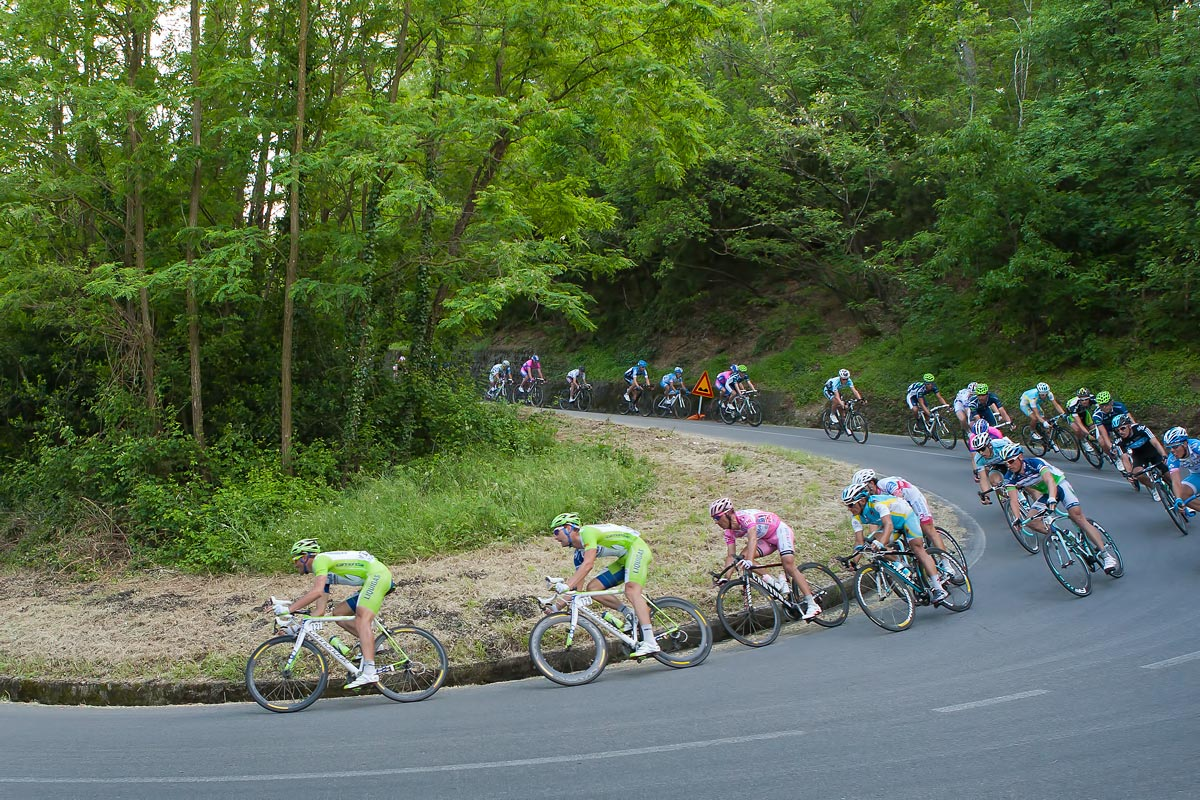
Giro de Italia 2012

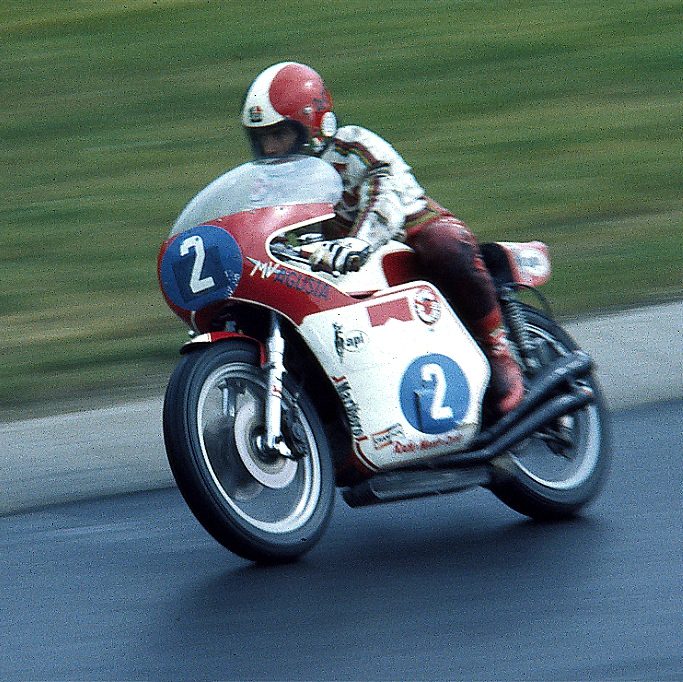
Giacomo Agostini es el piloto de motociclismo de velocidad con más títulos conquistados en el Campeonato Mundial de Motociclismo

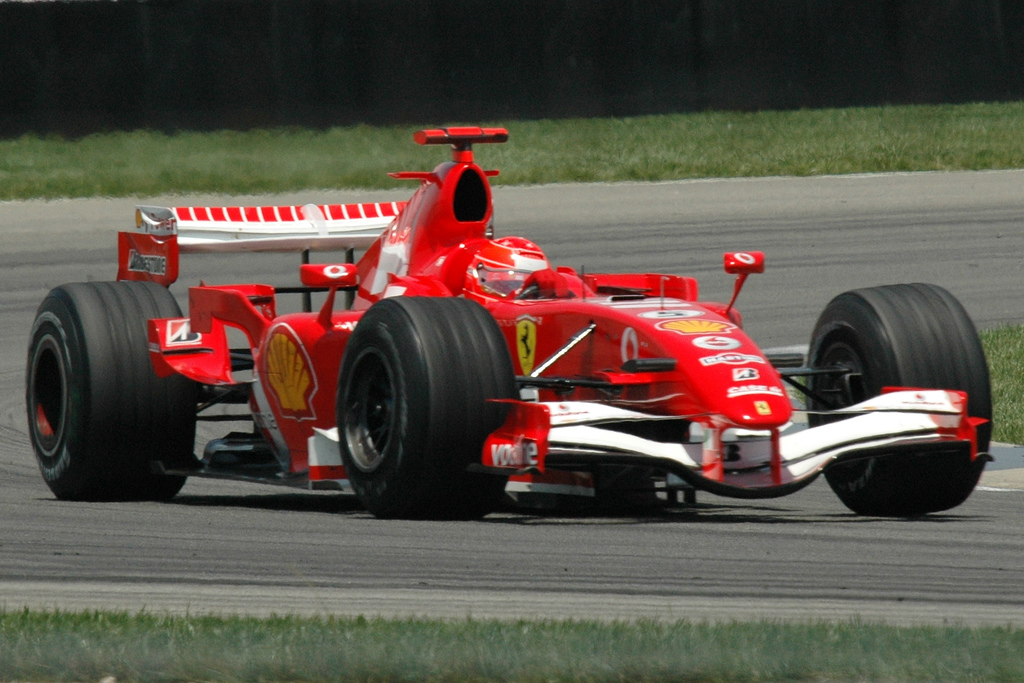
La Scuderia Ferrari es el equipo más exitoso en la historia de la Fórmula 1

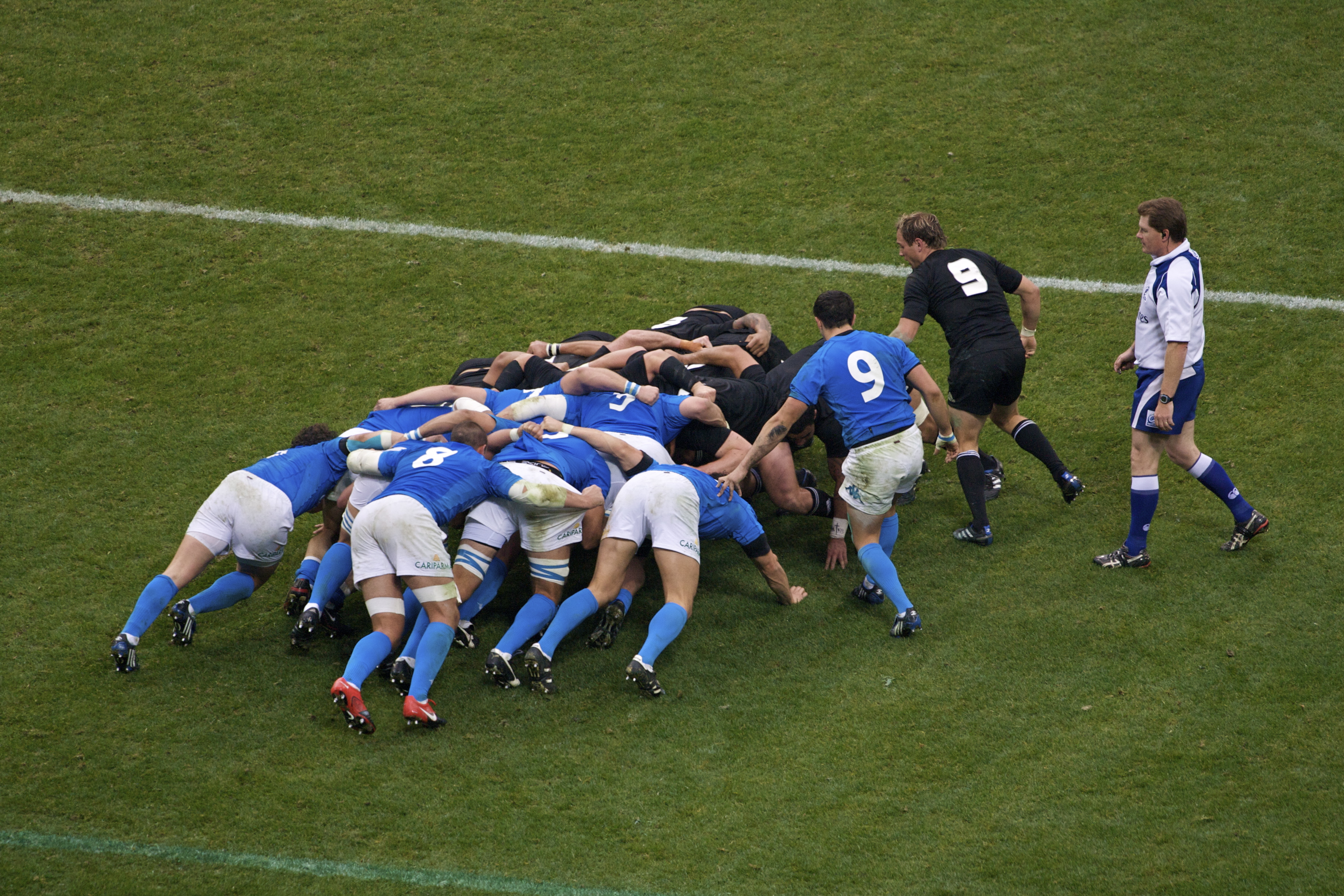
Scrum en un partido amistoso de rugby entre Italia y Nueva Zelanda

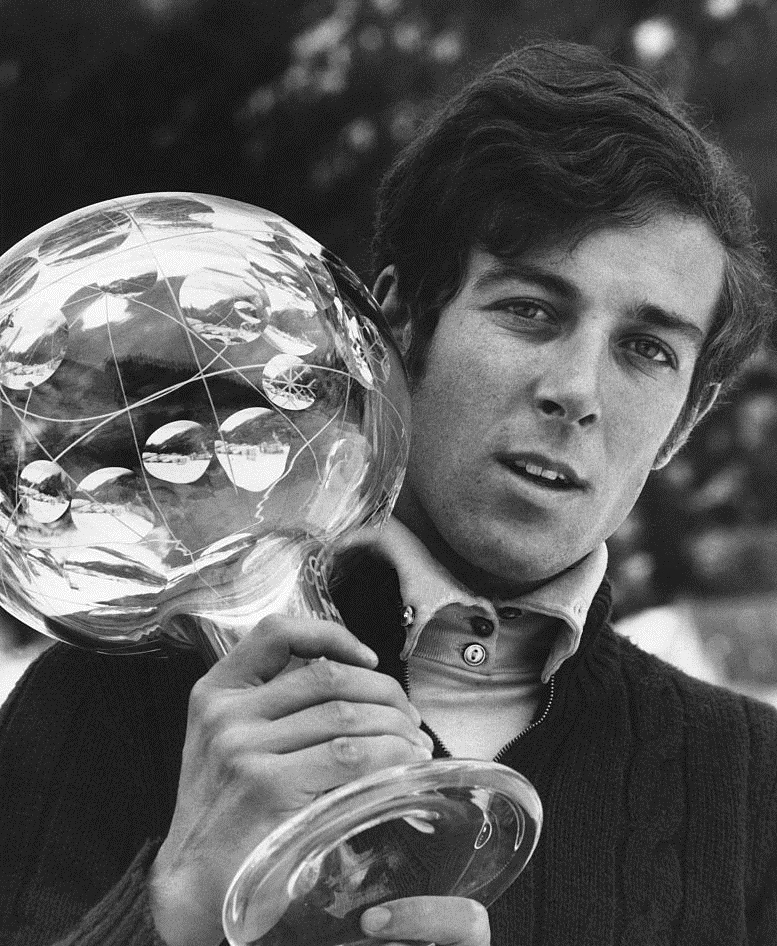
Gustav Thöni campeón olímpico y mundial de esquí.

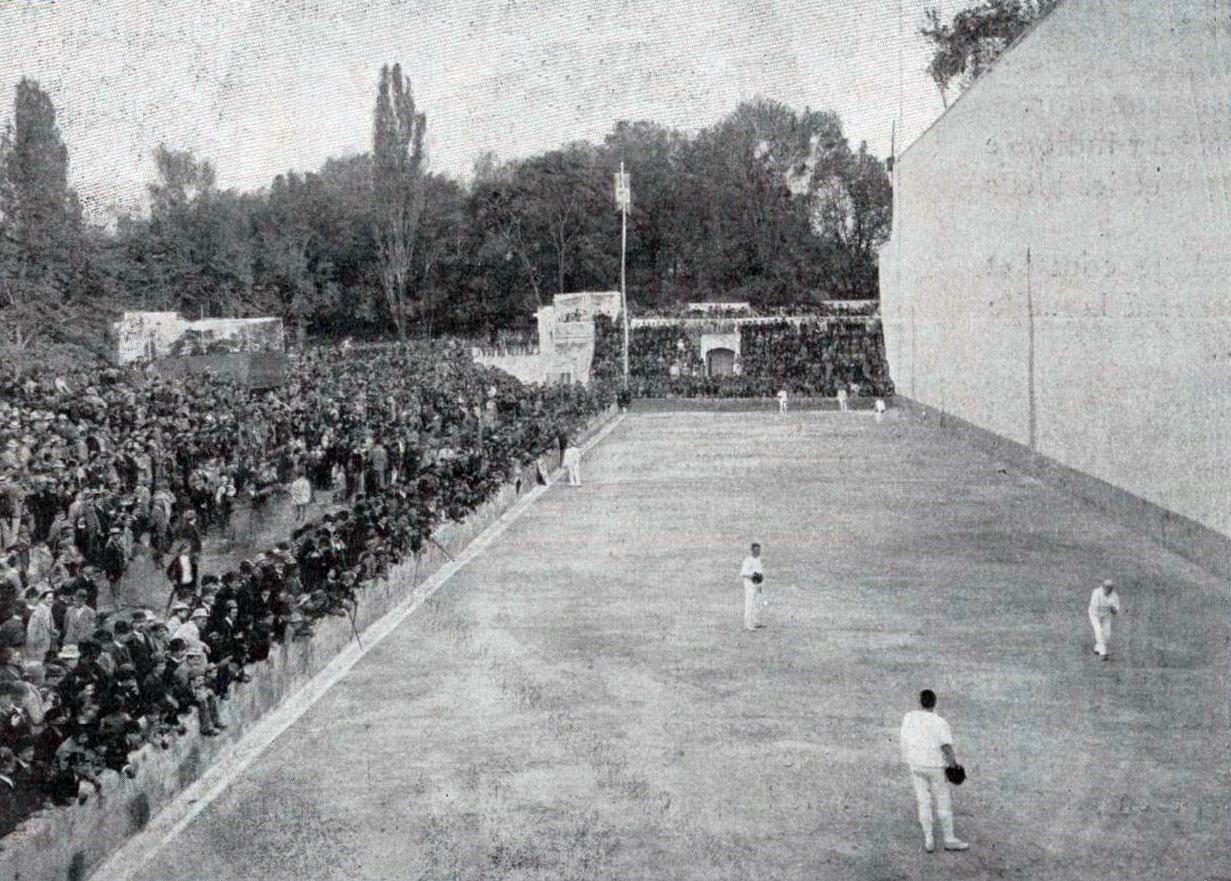
Sferisterio delle Cascine, en Florencia, final del siglo XIX: el pallone col bracciale.

Italia cuenta con una larga tradición deportiva. En la mayor parte de los deportes, tanto individuales como en equipo, Italia tiene una buena representación y preparación.
A algunos habitantes les gusta hacer los siguientes deportes:
El deporte más popular es el fútbol. Los siguientes deportes más jugados o populares son el baloncesto y el voleibol, contando con una rica tradición en ambos. También ha contado con una larga tradición en deportes como el automovilismo, motociclismo, ciclismo, tenis, atletismo, esgrima, deportes de invierno y rugby.
El país albergó los Juegos Olímpicos de Verano de 1960, los Juegos Olímpicos de Invierno de 1956 y 2006, la Copa Mundial de Fútbol de 1938 y 1990, el EuroBasket de 1969, 1979 y 1991, y el Campeonato Mundial de Voleibol Masculino de 1978 y 2010.
En Italia se realizan además competiciones anuales tales como la Serie A de Fútbol, la Lega Basket Serie A, la Serie A1 de Voleibol, el Gran Premio de Italia, el Giro de Italia y el Masters de Roma

## Fútbol
El calcio florentino es un deporte antiguo similar el fútbol, surgido en el siglo XVI. El fútbol moderno llegó a Italia a fines del siglo XIX, traído por inmigrantes británicos. El primer campeonato nacional de la Federación Italiana de Fútbol se disputó en 1898. La actual Serie A se comenzó a realizar en 1929, y la Copa Italia en 1922.
Los tres equipos con más títulos de liga italianos son la Juventus (32), Milan y Internazionale (ambos con 19). En tanto, Milan logró siete títulos en la Liga de Campeones de la UEFA, Internazionale tres y Juventus dos, a la vez que Roma, Fiorentina y Sampdoria fueron subcampeones.
La selección de fútbol de Italia es la segunda con más títulos en la Copa Mundial de Fútbol con cuatro en 1934, 1938, 1982, 2006, y obtuvo dos segundos puestos en 1970 y 1994.  En tanto, ganó la Eurocopa de 1968 la de 2020 y logró el segundo lugar en 2000 y 2012, lo que lo ubica quinto en el historial, y fue medallista de oro en los Juegos Olímpicos de Berlín 1936.

## Baloncesto
En baloncesto (basket, Pallacanestro), Italia es uno de los países más importantes de Europa, junto con España, Serbia, Grecia, Eslovenia, Lituania, Croacia, Rusia, Turquía y Francia. Los mejores premios fueron de oro Eurobasket 1983 y 1999, de plata en Juegos Olímpicos de 1980 y Juegos Olímpicos de 2004.
A fines del siglo XX, la liga Italiana de Baloncesto era considerada la liga nacional más fuerte fuera de Norteamérica. Fue superada por la Liga ACB española, pero sigue siendo una de las mejores de Europa junto con la Superliga de baloncesto de Rusia, la griega A1 Ethniki, la Liga Adriática y la Liga Báltica.
Algunos famosos equipos son el Olimpia Milano, Pallacanestro Varese, Pallacanestro Cantù, Virtus Bologna, Fortitudo Bologna, Scavolini Pesaro, Benetton Treviso, Montepaschi Siena, Basket Napoli, Virtus Roma, Pallacanestro Trieste y Juvecaserta Basket.
Varios jugadores italianos han participado en la NBA norteamericana, entre ellos Andrea Bargnani, Marco Belinelli y Danilo Gallinari.

## Voleibol
El voleibol (en italiano: pallavolo) es jugado por muchos aficionados.
Los clubes de la Liga Italiana de Voleibol son los más laureados de Europa, con 70 títulos conseguidos en todas la competiciones, y por ocho veces se han llevado el Campeonatos Mundial de Clubes, récord en la competición. Los equipos femeninos también han tenido sus éxitos sumando 39 títulos entre todas las copas (seis Champions League seguidas entre 2004/2005 y 2009/2010) y 1 mundial de clubes conseguido por la Teodora Pallavolo Ravenna en 1992.
Los equipos que más éxitos han tenido han sido el Pallavolo Modena, el Pallavolo Parma, el Pallavolo Torino y el Porto Ravenna Volley en los años 1980 y en los primeros años 1990 y el Sisley Treviso, el PV Cuneo, el Lube Macerata y el Trentino Volley en la segunda mitad de los 1990 y en el siglo XXI.
La selección masculina ganó el Campeonato Mundial de 1990, 1994 y 1998, ocho ediciones de la Liga Mundial, y seis ediciones del Campeonato Europeo. En tanto, la femenina ha ganado el Campeonato Mundial de 2002 y el Grand Prix de 2007 y 2009.

## Rugby
El rugby goza de un grande nivel de popularidad en Italia, especialmente en el norte del país. El equipo nacional de Italia compite en el Torneo de las Seis Naciones y es habitual su presencia en la Copa del Mundo de Rugby. Italia es clasificada como una nación de primer nivel por la International Rugby Board.
Desde la temporada 2010–2011, Italia cuenta con dos equipos en la Liga Celta, mediante concurso previo de los equipos de Naciones celtas que participarán, Irlanda, Escocia y Gales. Para adaptarse a los cambios, el Súper 10 del país pasará a ser una competición de desarrollo semiprofesional. Ambos disputan además la Heineken Cup en la élite a nivel europeo, en tanto que cuatro equipos del Super 10 compiten en el segundo nivel del European Challenge Cup.

## Ciclismo
El ciclismo es uno de los deportes que mejor representa al deporte italiano. Italia ha ganado más veces el Campeonato Mundial de Ciclismo que cualquier otro país. El Giro de Italia es una famosa carrera de larga distancia a nivel mundial que se celebra cada mes de mayo y constituye una de las tres Grandes Vueltas junto con el Tour de Francia y la Vuelta a España, con una duración de aproximadamente tres semanas cada uno de ellos. En Italia se realizan además dos de los cinco monumentos: el Giro de Lombardía y la Milán-San Remo, así la Tirreno-Adriático, también puntuable para el UCI World Tour.
Los ciclistas italianos con más victorias en las Grandes Vueltas han sido Fausto Coppi, Gino Bartali, Alfredo Binda, Felice Gimondi, Giovanni Brunero, Carlo Galetti y Fiorenzo Magni. Por otra parte, Francesco Moser, Moreno Argentin, Paolo Bettini y Michele Bartoli también han logrado múltiples triunfos en los monumentos del ciclismo.
También destacan en el ciclismo en pista, modalidad en la que han conseguido varios campeonatos del mundo.

## Motociclismo
En motociclismo de velocidad existen varios campeones históricos como Arcangeli, Masetti, Ubbiali, Provini y Giacomo Agostini, quien fue quince veces campeón del mundo en las clases 350 y 500 cc, y logró diez victorias en el TT Isla de Man.
Más recientemente, en la categoría reina han sido campeones mundiales de velocidad Max Biaggi, Loris Capirossi y Valentino Rossi. Rossi fue nueve veces campeón del mundo en las distintas fórmulas.
Las marcas Aprilia, Benelli, Bianchi, Gilera, Guzzi, MV Agusta y Ducati ganaron las carreras más prestigiosas y los campeonatos mundiales de velocidad en todas las categorías.
El país cuenta con dos fechas del mundial de velocidad: el Gran Premio de Italia y el Gran Premio de San Marino, que se disputan actualmente en Mugello y Misano.

## Automovilismo

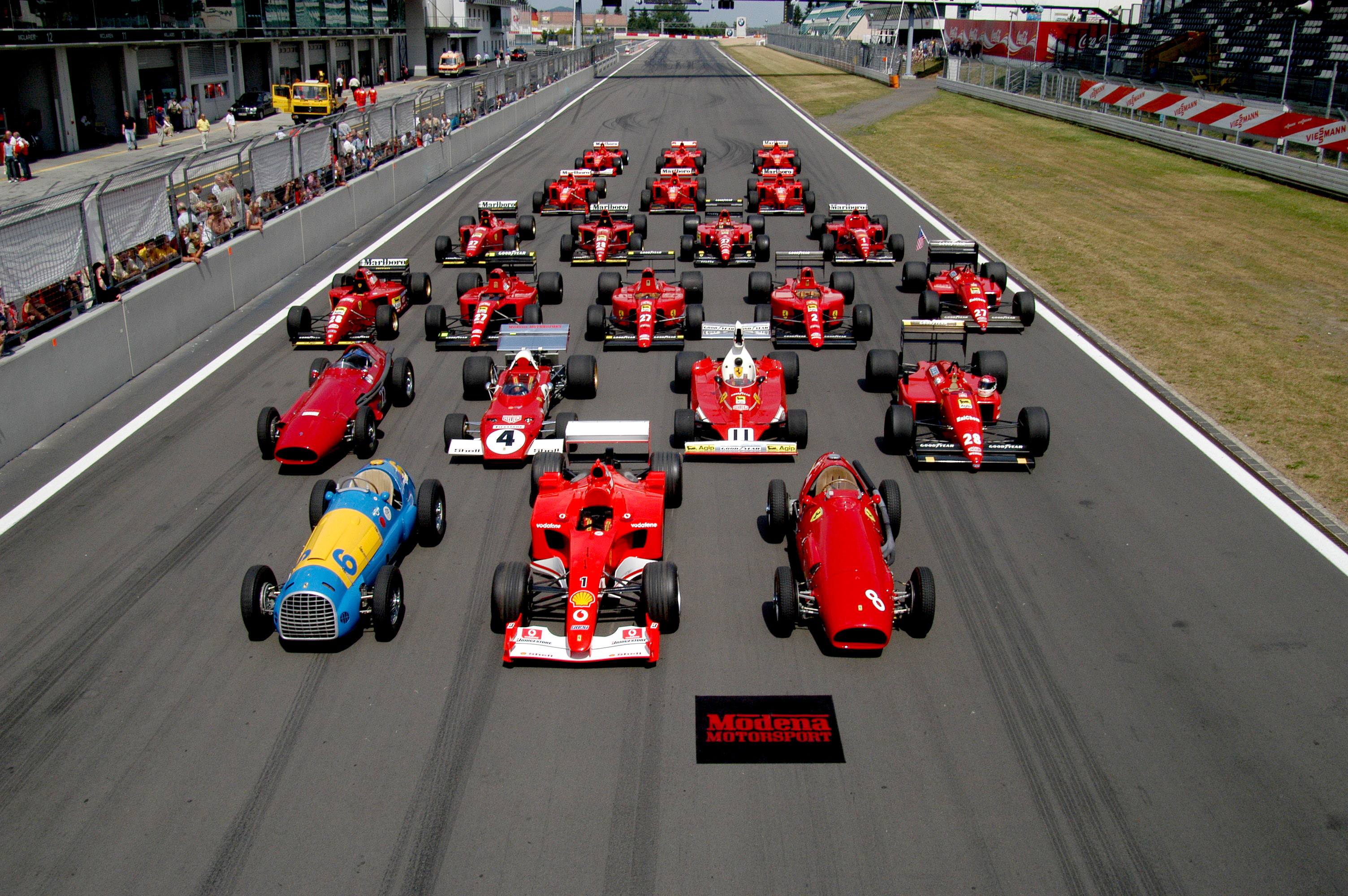
Autos Ferrari Formula 4 en Nürburgring, 2005.

El automovilismo es el segundo deporte del país con mayor número de aficionados, importando tanto los premios de las marcas como de los pilotos.
Los fabricantes Fiat, Alfa Romeo, Maserati, Ferrari, Abarth y Lancia han ganado carreras importantes tales como el Gran Premio de Mónaco, Targa Florio, Mille Miglia, 24 Horas de Le Mans, 500 Millas de Indianápolis, Carrera Panamericana.
En la Fórmula 1, la Scuderia Ferrari tiene el récord de títulos de pilotos, victorias y carreras disputadas. En tanto, las escuderías Alfa Romeo y Maserati obtuvieron 10 y 9 victorias respectivamente, y lograron dos títulos de pilotos cada una.
En los Grandes Premios de las décadas de 1920 y 1930 se destacaron entre otros Antonio Ascari, Tazio Nuvolari, Luigi Fagioli, Felice Nazzaro, Giuseppe Campari, Achille Varzi, Clemente Biondetti, Clemente Biondetti, Pietro Bordino y Alessandro Cagno.
Dos pilotos italianos lograron el campeonato mundial de Fórmula 1: Giuseppe Farina en la primera edición en 1950, y Alberto Ascari en 1953 y 1953. Ascari logró 13 victorias y Farina cinco. Los demás pilotos con múltiples victorias han sido Elio de Angelis, Michele Alboreto, Riccardo Patrese y Giancarlo Fisichella. Otros pilotos destacados fueron Luigi Villoresi, Piero Taruffi, Luigi Musso, Eugenio Castellotti, Giancarlo Baghetti, Lorenzo Bandini, Ludovico Scarfiotti.
Por su parte, en automóviles deportivos y turismos se han destacado internacionalmente Arturo Merzario, Mauro Baldi, Max Angelelli, Rinaldo Capello, Emanuele Pirro, Nicola Larini, Alessandro Nannini, Gabriele Tarquini, Andrea Bertolini, Thomas Biagi, Roberto Ravaglia y Fabrizio Giovanardi.
En cuanto a carreras de velocidad, el Gran Premio de Italia, el Gran Premio de San Marino, la Carrera de los Dos Mundos, la Targa Florio, la Mille Miglia, la Coppa Acerbo y los 1000 km de Monza se encuentran entre las más importantes de la historia.
El Autodromo Nazionale di Monza se lo considera la catedral de la velocidad del automovilismo europeo. En tanto, el Autodromo Enzo e Dino Ferrari de Imola también ha albergado carreras de Fórmula 1 y otros campeonatos internacionales.
En rallies destacan las marcas Lancia (con automóviles como el Fulvia, Stratos, 037 y Delta) y Fiat (124 Spyder, 131-Abarth), que cuentan ambas con varios títulos mundiales, ingenieros y pilotos (Sandro Munari, Massimo Biasion, Alessandro Fiorio, Alessandro Fassina), y títulos continentales (Pinto, Munari, Verini, Carello, Vudafieri, "Tony" Fassina, Biasion, Capone, Tabaton, Cerrato, Liatti, Bertone, Navarra, Travaglia y Basso).
Las pruebas de rally más prestigiosas son el Rally de San Remo, puntuable para el campeonato del mundo desde 1973 a 2003, el Rally de Cerdeña que la reemplazó en el calendario mundialista, y el Rally Costa Smeralda y Rally 1000 Miglia que formaron parte del Campeonato de Europa de Rally.

## Tenis
Los torneos de tenis tienen un seguimiento importante en Italia a nivel de espectadores. El Masters de Roma es un torneo de ATP Masters 1000 y WTA Premier 5.
Tres italianos ganaron un torneo individual de Grand Slam en Roland Garros. Nicola Pietrangeli ganó en 1959 y 1960, alcanzó otras dos finales, y fue semifinalista en Wimbledon. Adriano Panatta venció en Roland Garros 1976, además de los Masters de Estcolmo 1975 y Roma 1976. Por su parte, Francesca Schiavone ganó en Roland Garros 2010 y fue finalista en 2011. Además ganó el torneo de Moscú y cuatro torneos menores. Pietrangeli alcanzaron el puesto número 3 en la clasificación mundial, en tanto que Panatta y Schiavone llegaron al cuarto puesto. Por otra parte, Flavia Pennetta ganó el Abierto de Estados Unidos 2015, derrotando en la final a su compatriota Roberta Vinci.
También se ha destacado en individuales Corrado Barazzutti, ganador de cinco torneos ATP y número 7 del mundo, y Sara Errani, número 5 del mundo, quien fue finalista de Roland Garros 2012 y ganadora de siete torneos. En dobles, Errani y Vinci lograron juntas cinco títulos de Grand Slam.
La selección masculina logró un título y cinco finales en la Copa Davis, en tanto que la selección femenina venció cuatro veces en la Copa Fed.
El tenis de playa con raqueta de pádel fue inventado por los italianos y es un deporte muy practicado.

## Golf
En golf había casi 100.000 jugadores registrados 2007. Hay varios jugadores profesionales, tanto masculinos como femeninos. El torneo más importante es el Open de Italia. Tres italianos han jugado en la selección europea de la Copa Ryder: Costantino Rocca y los hermanos Edoardo Molinari y Francesco Molinari, este último el primer italiano en ganar un major al vencer en la edición del Open Británico del año 2018. Matteo Manassero es el jugador más joven de la historia en ganar un torneo del European Tour.
Roma acogerá la Copa Ryder en el año 2022.

## Atletismo
El atletismo (pista y campo) es muy practicado y es un deporte muy popular porque los campeones olímpicos italianos son personas de gran renombre. Existen muchos eventos nacionales e internacionales cada año.
Entre los campeones olímpicos o mundial del pasado están Trebisonda Valla, Adolfo Consolini, Giuseppe Dordoni, Abdon Pamich, Livio Berruti, Pietro Mennea, Alberto Cova, Francesco Panetta,Gelindo Bordin, Alex Schwazer, Giuseppe Gibilisco, Stefano Baldini, Sara Simeoni, Gabriella Dorio, Fiona May mientras que actualmente compiten están Antonella Palmisano, Massimo Stano, Marcell Jacobs,  Gianmarco Tamberi.

## Deportes tradicionales
Varios equipos tradicionales de juegos de pelota, llamados sferistici en italiano, que son jugados en esferisterios, o sferisterio en italiano, también comenzaron a jugarse mucho desde 1555 cuando Antonio Scaino de Saló reguló el pallone. Existen muchas modalidades de este deporte: pallone col bracciale, pallapugno, pallapugno leggera, palla elastica, palla, tamburello. Los jugadores profesionales compiten en el circuito nacional de torneos y en campeonatos internacionales.
- El juego tradicional de la petanca o bochas (bocce) es también muy popular y un pasatiempo muy practicado.
- El billar se juega en la tradicional mesa de billar de varias formas: cinque birilli (o five-pins), nine-pins, goriziana, boccette. Hay unos 6.000.000 de jugadores amateur y los jugadores profesionales compiten en torneos nacionales y campeonatos internacionales.
- El palio o el certamen atlético anual es seguido por mucha gente ya que cada comune celebra antiguos acontecimientos con estas competiciones. El más famoso del mundo es el Palio di Siena.

## Deportes acuáticos
En los deportes acuáticos se participa mucho y son seguidos por muchas personas.
- En vela participan muchos navegantes aficionados y profesionales que compiten en todas las categorías y clases internacionales.
- La moto de agua es muy popular y seguida por muchos espectadores.
- La natación se participa en todas las modalidades. Federica Pellegrini es, por ejemplo, una nadadora popular de Italia. Gana muchas medallas en campeonatos mundiales.
- El waterpolo es muy popular entre los aficionados. La selección masculina y la selección femenina son potencias mundiales y han ganado múltiples torneos internacionales.
- El buceo también es un deporte muy practicado.
- El remo es también muy popular y practicado, estando así solo por detrás de Alemania como número de medallas ganadas a nivel mundial.
- El buceo libre es seguido por celebridades italianas.
- El esquí acuático es muy seguido por atletas aficionados.
- El Waterbasket fue inventado por italianos y desde el año 2005 doce equipos compiten en un campeonato nacional.

## Deportes de invierno
Los deportes de invierno (sport invernali), ofrecen buenos resultados en Italia. Entre ellos, los italianos destacan en deportes como el esquí de fondo (sci di fondo) y luge (slittino), con el dos veces ganador de medalla de oro olímpica Armin Zöggeler.
- El esquí (sci) es muy popular en Italia, con más de 2.000.000 esquiadores en el norte,   en el centro y en el sur del país ya que las pistas de esquí están ubicadas en las montañas de los Alpes y los Apeninos: por lo tanto, las pistas también están en Calabria y Sicilia.[3][4]

Los esquiadores italianos han obtenidos buenos resultados en los Juegos Olímpicos de Invierno, Copa del Mundo y Campeonato del Mundo. Entre ellos, destacan Zeno Colò, Gustavo Thoeni, quien ganó cuatro Copas del Mundo entre 1970 y 1975; Piero Gros en 1974 y Alberto Tomba en 1995, que ganó una Copa del Mundo. Alberto Tomba, Deborah Compagnoni e Isolde Kostner recibieron varias medallas en diferentes ediciones de los Juegos Olímpicos de Invierno. Giorgio Rocca ganó la Copa del Mundo de Eslalon en 2006.
- En alpinismo (alpinismo), los alpinistas italianos escribieron varias páginas en la historia de este deporte. Los italianos Achille Compagnoni y Lino Lacedelli conquistaron en primer lugar la cumbre del K2 (8611 m) en 1954, durante la expedición dirigida por el geólogo Ardito Desio. Reinhold Messner fue el primer hombre del mundo en alcanzar las catorce cumbres de más de 8.000 metros y el primero en escalar el Everest en solitario y sin oxígeno. Cesare Maestri conquistó el Cerro Torre, en la Patagonia, en 1959. Walter Bonatti es considerado uno de los mejores alpinistas de Europa de los años 50, habiendo realizado algún ascenso considerado imposible por los competidores.
- El hockey sobre hielo es jugado por los profesionales en la Serie A de hockey con resultados muy buenos en el norte del país.
- El patinaje artístico sobre hielo o danza sobre hielo es muy popular y los patinadores profesionales figuran a menudo como protagonistas en los eventos de exhibición destacando Carolina Kostner, Barbara Fusar Poli y Maurizio Margaglio, Anna Cappellini y Luca Lanotte.
- El bobsleigh es bastante seguido. El italiano Eugenio Monti fue el atleta con mayor éxito internacional de la historia de este deporte.
- El esquí de fondo es más popular en el norte de Italia, con nombres destacables como Stefania Belmondo, Manuela Di Centa, Franco Nones, Marco Albarello, Silvio Fauner, Giorgio Vanzetta y Giorgio Di Centa.
- El esquí de velocidad es popular con nombres destacables como hermanos Simone Origone y Ivan Origone, Valentina Greggio.
- El luge es reconocido con personalidades como Paul Hildgartner y Gerda Weissensteiner, destacando a Armin Zöggeler.
- El patinaje de velocidad sobre pista corta es reconocido destacando Arianna Fontana.

## Deportes de combate
La esgrima, el boxeo, el kick boxing, las artes marciales, las artes marciales mixtas y la lucha libre olímpica son deportes jugados y seguidos también. Se dan varios eventos nacionales e internacionales cada año.
La esgrima es un deporte muy practicado y de éxito, pues Italia es uno de los países con mayores méritos en este deporte.

## Equitación
Ver también Carreras de cuadrigas
Las disciplinas olímpicas, hípica, volteo y polo son muy seguidas. Se dan muchos eventos nacionales e internacionales cada año.

## Béisbol
En béisbol se ve una menor actividad en Italia que en otros países. Fue introducido en el país por militares estadounidenses durante la Segunda Guerra Mundial, pero las ligas profesionales de béisbol no se establecieron hasta después de la guerra. El equipo nacional de béisbol se clasifica tradicionalmente como el segundo mejor equipo de Europa, por detrás de la selección neerlandesa. En los Juegos Olímpicos su rendimiento ha sido como el de un cualquier equipo europeo, y se caracteriza por su dependencia de los jugadores norteamericanos y latinos de ascendencia italiana. El mejor nivel en juego en Italia es considerado a la par con el de la Clase A de los Estados Unidos.

## Juegos Olímpicos
El Comité Olímpico Nacional Italiano fue creado en 1908 y reconocido en 1913. Italia ha competido en la mayoría de las ediciones de los Juegos Olímpicos, excepto en los Juegos Olímpicos de 1904, debido al boicot occidental.
Ha sido anfitriona en tres ocasiones:
- Juegos Olímpicos de Cortina d'Ampezzo 1956 (invierno).
- Juegos Olímpicos de Roma 1960 (verano).
- Juegos Olímpicos de Turín 2006 (invierno).

Los deportistas italianos han ganado 522 medallas en los Juegos Olímpicos de Verano, ubicándose sexto en el medallero histórico, y han obtenido otras 106 medallas en los Juegos Olímpicos de Invierno.
Sus mejores resultados en los Juegos de Verano han sido segundo en Los Ángeles 1932, tercero en Roma 1960, y cuarto en Berlín 1936. En los Juegos de Invierno, ha obtenido el cuarto puesto en Grenoble 1968 y Lillehammer 1994.

## Selecciones nacionales
- Selección de baloncesto de Italia
- Selección de balonmano de Italia
- Selección de béisbol de Italia
- Selección de fútbol de Italia
- Selección femenina de fútbol de Italia
- Selección de polo de Italia
- Selección de rugby de Italia
- Selección de rugby league de Italia
- Selección de rugby 7 de Italia
- Equipo de Copa Davis de Italia
- Equipo de Fed Cup de Italia
- Selección masculina de voleibol de Italia
- Selección femenina de voleibol de Italia
- Selección de waterpolo de Italia
- Selección femenina de waterpolo de Italia

## Televisión
La ley italiana obliga a emitir numerosas competiciones deportivas por televisión abierta: Juegos Olímpicos de Verano e Invierno, Gran Premio de Italia de Fórmula 1 y MotoGP, Giro de Italia, Campeonato Mundial de Ciclismo, las finales de la Copa Mundial y Eurocopa de fútbol, todos los partidos de la selección italiana de fútbol, los partidos decisivos de las selecciones italianas de baloncesto, rugby, tenis, voleibol y waterpolo, y los partidos decisivos de los clubes italianos en torneos internacionales.
La RAI emite los partidos de la selección italiana de fútbol, otros partidos de fútbol, Serie C, los Juegos Olímpicos, atletismo, natación, voleibol, deportes de invierno, Fórmula 1, ciclismo, y partidos de las selecciones italianas de tenis.
Sky Italia emite numerosos torneos de fútbol: la Eurocopa, Copa América, eliminatorias UEFA y Conmebol, Serie A de Italia, Liga Europea de la UEFA, Premier League de Inglaterra (a partir de 2016), etc. En cuanto a baloncesto, emite el Eurobasket, la Lega Basket Serie A, la NBA y la NCAA. En rugby, emite la Copa Mundial de Rugby, el Rugby Championship, el Super Rugby, la Copa Europea de Rugby y la Premiership Rugby de Inglaterra. También emite la Fórmula 1, MotoGP, ATP World Tour Masters 1000, el Campeonato de Wimbledon y numerosos torneos de golf.
Mediaset emite partidos de la Coppa Italia, la Supercopa de Italia de fútbol y la Liga de Campeones de la UEFA, la National Football League, motociclismo y el Campeonato Mundial de Rally.
Eurosport, lanzado en 1997, emite los Juegos Olímpicos, fútbol juvenil y femenino, fútbol playa, futsal, ciclismo de ruta, automovilismo, motociclismo, atletismo, natación, deportes de invierno, los Abiertos de Australia, Roland Garros y Estados Unidos de tenis, y torneos del PGA Tour.
DAZN lanzado en 2018, trasmite la Serie A, Serie B, Copa Libertadores, Copa Sudamericana, la Liga Europea de la UEFA, LaLiga, NFL, UFC, etc.
Fox Sports Italia, lanzado en 2013, emite la Premier League de Inglaterra, Bundesliga, Liga de España, Eredivisie de Holanda, Copa Libertadores, Euroliga de baloncesto, NFL, MLB, NHL, NCAA, atletismo y voleibol.